# Milana Kozomara
Milana Kozomara (* 11. November 1993) ist eine bosnisch-herzegowinische Badmintonspielerin. 

## Karriere
Milana Kozomara wurde 2008 erstmals nationale Titelträgerin in Bosnien-Herzegowina, wobei sie sowohl die Dameneinzel- als auch die Damendoppelkonkurrenz gewann. Ein Jahr später siegte sie im Einzel und im Mixed.

## Sportliche Erfolge
| Saison | Veranstaltung                              | Disziplin   | Platz | Name                                  |
| ------ | ------------------------------------------ | ----------- | ----- | ------------------------------------- |
| 2008   | Bosnien-Herzegowina: Einzelmeisterschaften | Dameneinzel | 1     | Milana Kozomara                       |
| 2008   | Bosnien-Herzegowina: Einzelmeisterschaften | Damendoppel | 1     | Nikolina Čenić / Milana Kozomara      |
| 2009   | Bosnien-Herzegowina: Einzelmeisterschaften | Dameneinzel | 1     | Milana Kozomara                       |
| 2009   | Bosnien-Herzegowina: Einzelmeisterschaften | Mixed       | 1     | Slobodan Stijaković / Milana Kozomara |